# 107638 Wendyfreedman
107638 Wendyfreedman este un asteroid din centura principală de asteroizi.

## Descriere
107638 Wendyfreedman este un asteroid din centura principală de asteroizi. A fost descoperit pe 15 martie 2001 la Junk Bond Observatory de David Healy (astronom). Asteroidul prezintă o orbită caracterizată de o semiaxă mare de 2,58 ua, o excentricitate de 0,15 și o înclinație de 8,6° în raport cu ecliptica.